# هشام الشاذلي
هشام الشاذلي (19 أكتوبر 1969 -) هو ممثل ومخرج مسرحي ومؤدي صوتي مصري.

## حياته ونشأته
وُلد في 19 أكتوبر 1969 وتخرج من كلية الزراعة، وشارك في العديد من الأعمال السينمائية والتليفزيونية واشتهر بأدائه الصوتي لعدد من الشخصيّات في مسلسلات الرسوم المتحركة المدبلجة باللغة العربية لشركة ديزني.

## مسيرته الفنية
بدأ هشام الشاذلي مسيرته الفنية في مطلع التسعينيات من القرن العشرين كممثل في إحدى مسرحيات الممثل والمخرج محمد صبحي عام 1994 ثُم اتجه إلى العمل كمؤدّي صوتي فعمل في النسخة المدبلجة باللغة العربية لعدد من من مسلسلات الرسوم المتحركة التي تنتجها شركة والت ديزني (The Walt Disney Company)، ثُم عمل كمعلق صوتي في الفواصل الإعلانيّة التي تعرض على قناة إم بي سي مصر قبل أن يعود للتمثيل مرة أخرى في عام 2017 من خلال مشاركته في مسلسل «30 يوم» الذي قام ببطولته باسل خياط، ثُم توالت مُشاركاته بعد ذلك في السينما والدراما التليفزيونيّة، وكان من أبرز مشاركاته في المسلسلات التليفزيونية دوره في مسلسل «أيوب» في عام 2018 ودوره في مسلسل «حواديت الشانزليزيه» في عام 2019.

## أعماله
| سنة العرض | اسم العمل                                                                                          | نوع العمل         | الدور                                         |
| --------- | -------------------------------------------------------------------------------------------------- | ----------------- | --------------------------------------------- |
| 2022      | الغرفة 207                                                                                         | مسلسل             | رمزي                                          |
| 2022      | النزوة                                                                                             | مسلسل             | جمال الشرنوبي                                 |
| 2022      | تحت نفس السما                                                                                      | مسلسل             | مروان                                         |
| 2022      | ريفو                                                                                               | مسلسل             | المنتج                                        |
| 2022      | سوتس                                                                                               | مسلسل             |                                               |
| 2022      | طير بينا يا قلبي                                                                                   | مسلسل             | هيثم                                          |
| 2021      | زي القمر (حكاية مش هنفرح بيكي)                                                                     | مسلسل             |                                               |
| 2021      | ضل راجل                                                                                            | مسلسل             | شريف طليق ملك                                 |
| 2021      | فرق خبرة                                                                                           | فيلم              | الدكتور إيهاب                                 |
| 2021-2022 | قواعد الطلاق ال45 (The 45 Rules of Divorce) مقتبس من (Girlfriends' Guide to Divorce) (المواسم 1-2) | مسلسل             | أدهم                                          |
| 2021      | كوفيد 25                                                                                           | مسلسل             | عزت                                           |
| 2020      | رأس السنة                                                                                          | فيلم              | جو الديلر                                     |
| 2020      | صحية الآيات                                                                                        | مسلسل رسوم متحركة | إبليس                                         |
| 2020      | ليالينا 80                                                                                         | مسلسل             | جمال الميكانيكي                               |
| 2019-2022 | الآنسة فرح (Miss Farah) مقتبس من (Jane the Virgin) (المواسم 1-2, 5)                                | مسلسل             | عوض                                           |
| 2019      | بحر                                                                                                | مسلسل             |                                               |
| 2019      | حواديت الشانزليزيه                                                                                 | مسلسل             | إسماعيل المنتج                                |
| 2019      | قابيل                                                                                              | مسلسل             | رؤوف                                          |
| 2018      | أيوب                                                                                               | مسلسل             | عثمان                                         |
| 2018      | بيكيا                                                                                              | فيلم              |                                               |
| 2018      | تراب الماس                                                                                         | فيلم              |                                               |
| 2018      | رحيم                                                                                               | مسلسل             | كريم                                          |
| 2017      | 30 يوم                                                                                             | مسلسل             | شهدي رأفت                                     |
| 2017      | فولي                                                                                               | مسلسل رسوم متحركة |                                               |
| 2017      | نصيبي وقسمتك (الجزء الثاني)                                                                        | مسلسل             | عمر                                           |
| 2016      | كدبة كل يوم                                                                                        | فيلم              | العميل                                        |
| 2013-2014 | Top 20 Funniest                                                                                    | برنامج            | تعليق (الدبلجة العربية المصرية) (المواسم 1-2) |
| 2011      | زي العسل                                                                                           | برنامج            |                                               |
| 2010-2011 | Knockout Sportsworld                                                                               | برنامج            | تعليق (الدبلجة العربية المصرية)               |
| 2011-2009 | Top 20 Countdown                                                                                   | برنامج            | تعليق (الدبلجة العربية المصرية) (المواسم 1-3) |
| 2009      | 6 ميدان التحرير                                                                                    | مسلسل             | مؤلف العمل                                    |
| 2007–2010 | موست دارينج (Most Daring)                                                                          | برنامج            | تعليق (الدبلجة العربية المصرية)               |
| 1999-2008 | World's Most Amazing Videos                                                                        | برنامج            | تعليق (الدبلجة العربية المصرية)               |

## روابط خارجية
- هشام الشاذلي على موقع IMDb (الإنجليزية)
- هشام الشاذلي على موقع قاعدة بيانات الأفلام العربية